# 武田の五名臣
武田の五名臣（たけだのごめいしん）は、甲陽の五名臣ともいい、甲斐の戦国大名・武田信虎、晴信父子に仕えた武田家の直臣である。

## 該当者
以下の5名の足軽大将である。
- 原美濃守（1497年 - 1564年）
- 小幡山城守（1491年 - 1561年）
- 横田備中守（1487年 - 1550年）
- 多田淡路守（生年不詳 - 1563年）
- 山本勘助（1493年 - 1561年）

## 概要
『甲陽軍鑑』では武田信玄の頃に浪人衆において武道に優れた「めいぢん（名人）五人」としてこの五名を挙げている。『甲陽軍鑑』における武田家の足軽大将は甲斐出身者と他国の牢人から仕官した人物に大別される。「めいぢん五人」はいずれも他国出身者で、横田高松は伊勢、多田淡路は美濃、原虎胤は下総、山本勘助は三河の牢人とされる。
武田家中における足軽大将の役割は、直轄の兵の指揮である。また当時出現し始めていた常設の兵・足軽の指揮も行った。甲陽軍鑑中で信虎・信玄期初期に侍大将とされる部将の多くは国人領主で独立性が高いのに比べ、足軽大将（足軽隊将）とされる者の多くは武田家の直臣的性格が強い。
なお、『甲陽軍鑑』では「めいぢん五人」を浪人衆としているが、武田家中における「浪人衆」は信玄の弟である武田信実の指揮下にあった五味宗左衛門尉・井伊弥右衛門・名和無理助の三名を指し、「めいぢん五人」はいずれも該当しないことが指摘される。
この5名の中で、山本勘助のみが晴信に登用された武将である。また勘助以外の4名が前線指揮官・武将として抜きん出ている能力を評価されているのに比べ、勘助は用兵・築城技術者を意味する「城取り」の技能を評価されて登用されている。尚、勘助が武田信玄の軍師であったという話はあくまでも俗説である。
信虎時代の今川氏や北条氏との戦いや、晴信（信玄）時代の信濃侵攻に参加し活躍したとされる5名であったが、砥石崩れにおいては横田高松が戦死し、永禄4年（1561年）の川中島の戦いにおいては山本勘助が戦死した。他の3名も永禄年間には一線を引いており、やがて相次いで病死していった。その後、武田家中において新規に登用された足軽大将は鉄砲足軽を率いることが多かったことが指摘される。